# Force aérienne sud-africaine
La South African Air Force (SAAF) est la force aérienne sud-africaine.
Son nom afrikaans est Suid-Afrikaanse Lugmag, c'est la deuxième force aérienne la plus ancienne au monde (1920).

## Histoire

### Création
Nommé South African Aviation Corps, la force aérienne sud-africaine est créée en 1912, lorsque l'Union Defence Force (UDF) fut formée. La première école de l'air en Afrique du Sud est créée cette même année à Kimberley.

### Première Guerre mondiale
En avril 1914, six élèves sont envoyés en Angleterre pour suivre une formation complémentaire. Cinq d'entre eux seront finalement qualifiés.
Lorsque la Première Guerre mondiale éclate en août 1914, ces pilotes sont autorisés à rejoindre la nouvelle Royal Flying Corps. Le nombre de Sud-Africains dans la RFC atteindra environ 3 000 hommes, avec 260 décès en service actif. Ils participèrent à la reconnaissance aérienne au-dessus de la France. Pas moins de 46 d'entre eux devinrent as, en abattant au moins cinq avions ennemis, avec, comme plus de succès, Andrew Beauchamp-Proctor, cinquième au classement des as du Commonwealth, avec 54 victoires,.

### Entre-deux guerres
Le 1er février 1920, la South African Air Force fut réactivée avec le colonel Pierre van Ryneveld en tant que directeur des services aériens. Sa première opération remonte à 1922, lorsqu'elle aida à écraser le soulèvement armé des mineurs blancs.
En 1934, une augmentation significative du budget de la défense fut approuvé, et en 1935, le ministre de la défense sud-africain annonça que l'UDF devait être élargie.

### Seconde Guerre mondiale
En dépit de l'expansion, le début de la Seconde Guerre mondiale, en 1939, a pris la SAAF au dépourvu. Cela a provoqué la création d'une formation aérienne commune, en vue de former, dans la Royal Air Force, la SAAF, et dans d'autres forces aériennes du Commonwealth, des équipages aériens et équipes au sol. Ceci augmenta le nombre d'avions militaires dans la SAAF, 1709 jusqu'en septembre 1941, avec une force de 31 204 personnes dont 956 pilotes.
En particulier, la SAAF a joué un rôle important en Afrique du Nord, où sa chasse, ses escadrons de bombardement et de reconnaissance ont permis aux alliés une supériorité aérienne sur les forces aériennes de l'Axe, au début de l'année 1942. Entre avril 1941 et mai 1943, onze escadrons de la SAAF effectuèrent 33 991 sorties, détruisant ainsi 342 avions ennemis, donnant ainsi à la SAAF, un nombre d'as augmenté durant cette période comme John Frost, Sailor Malan, Franz Burniaux, Gerald Stapleton (en) et Marmaduke Pattle.

### Guerre froide
La SAAF participa activement à la guerre froide. En effet, dès 1948, elle prit part au pont aérien de Berlin avec 20 équipages de Dakota de la Royal Air Force.

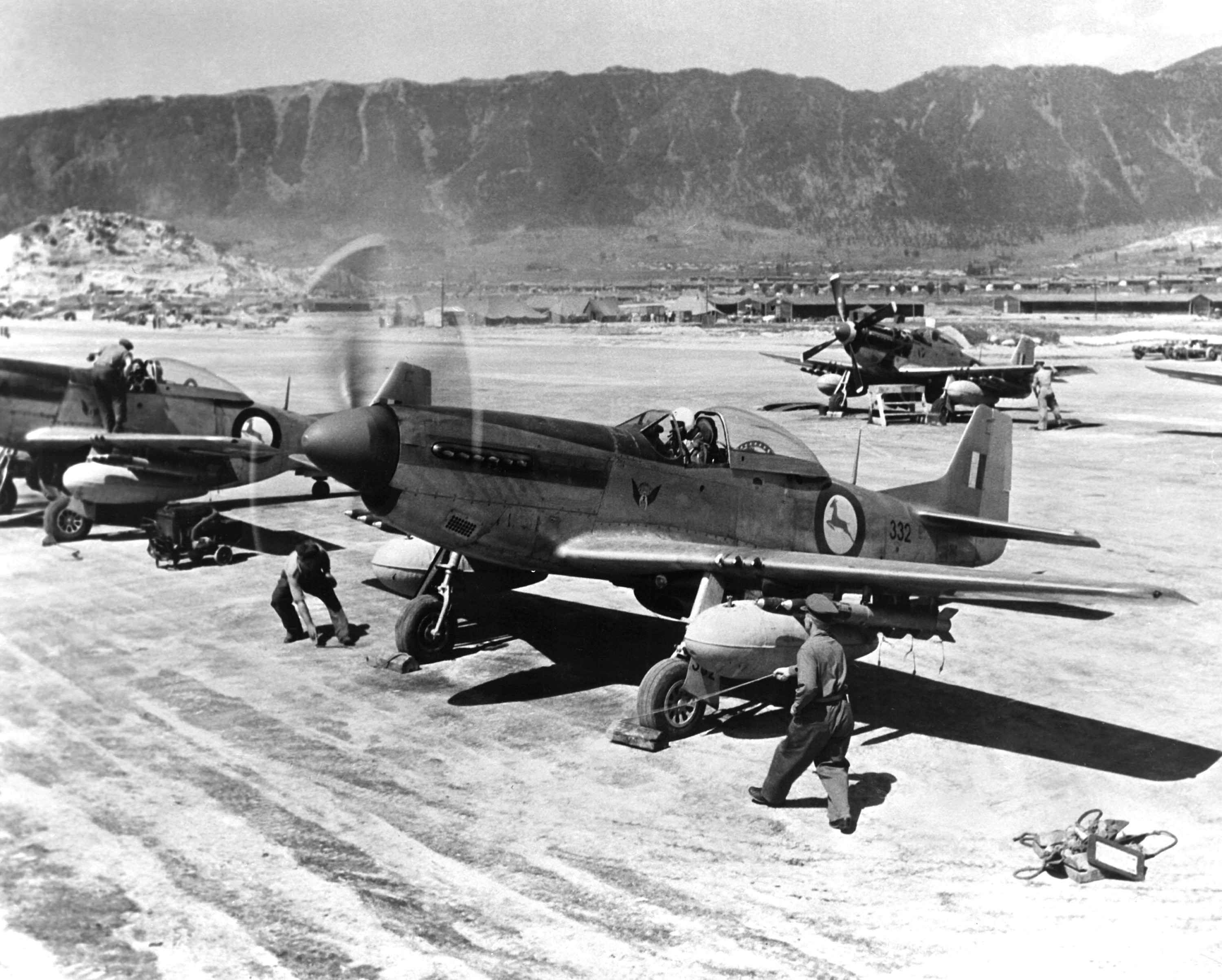
P-51 Mustang du Squadron, en mai 1951 durant la guerre de Corée.

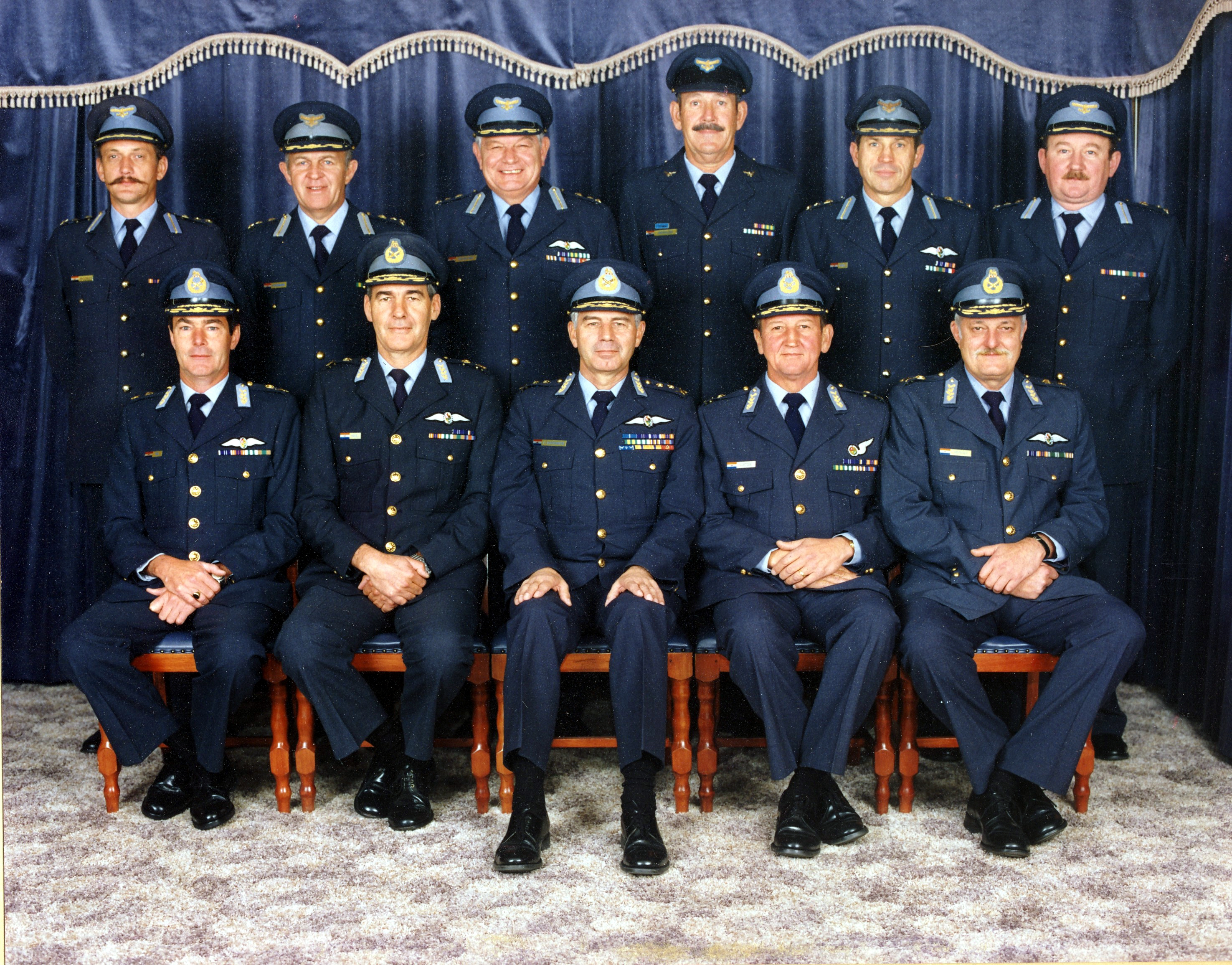
L'état-major de la SAAF en 1990 autour de son commandant Jan van Loggerenberg (1988-1991)

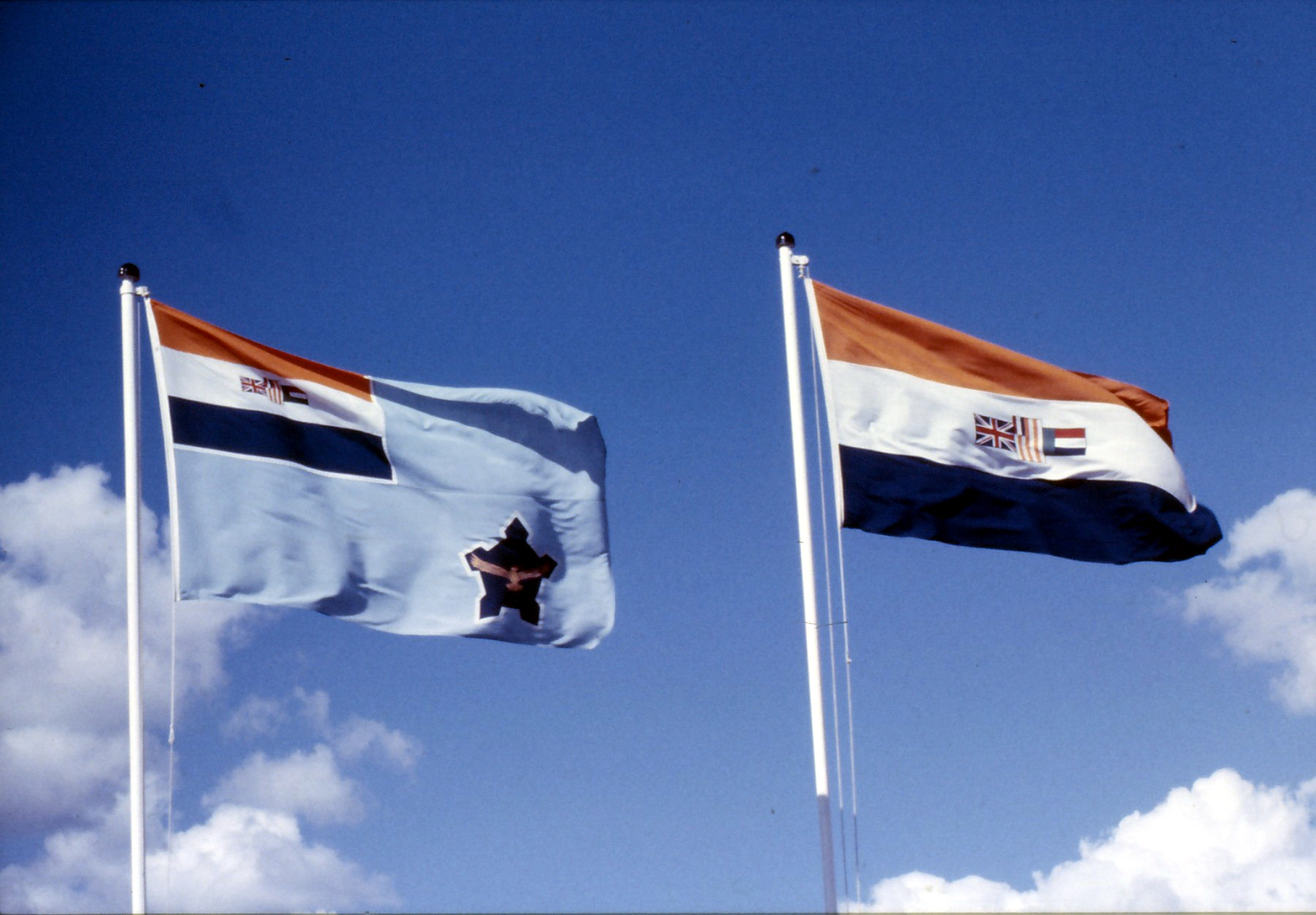
Ancien drapeau des forces aériennes d’Afrique du Sud au côté de l'ancien drapeau national (1992).

#### Guerre de Corée
Durant la guerre de Corée, le célèbre 2 Squadron ("The Flying Cheetahs") prit part à la coalition de l’ONU au titre de la contribution de l'Afrique du Sud notamment lors de la bataille de Maryang San. L'escadron remporta de nombreuses décorations américaines, y compris l'honneur peu commun du Presidential Unit Citation en 1952.

#### Indépendance de la SAAF
Lorsque l'Union Defence Force est réorganisée en service individuel en 1951, la SAAF devenu ainsi une branche indépendante, avec pour commandant, un chef d'état-major de l'air ("Air Chief of Staff", qui fut rebaptisé "Chief of the Air Force" en 1966). Elle adopta un uniforme bleu, pour remplacer celui kaki de l'armée de terre.
La SAAF fut réduite dans les années 1950, et reconstruite dans les années 1960, après que l'Afrique du Sud fut devenu une république, mais avant l'isolement diplomatique (en raison de l'embargo sur les armes imposé par l'Organisation des Nations unies).
En 1960, la SAAF était composée en trois groupes : Inland Group, Maritime Group et Maintenance Group

#### Guerre des frontières
De 1966 à 1989, la SAAF a été impliqué dans la guerre des frontières, qui s'était déroulé dans le Sud-Ouest africain (de nos jours la Namibie) et l'Angola entre l'Afrique du Sud et ses alliés (principalement l'UNITA) d'une part et, de l'autre, le gouvernement de l'Angola, la SWAPO et leurs alliés. principalement l'URSS et Cuba. Dans un premier temps, la SAAF a fourni un appui aérien limité aux opérations de police contre l'Armée populaire de libération de la Namibie (l'aile militaire de la SWAPO, qui se battait pour mettre fin à l'Afrique du Sud). Les opérations se sont intensifiées lorsque l'Union Defence Force a pris part à guerre en 1974.
En 1983, le siège de la SAAF est la cible d'un attentat à la voiture piégée organisée par l'ANC et causant la mort de 19 personnes et plus de 200 blessés.

##### Campagne d'Angola
La SAAF a fourni un appui aérien à l'armée au cours de la campagne d'Angola dès 1975, et dans les nombreuses opérations transfrontalières qui ont été menées contre les bases de la PLAN en Angola et en Zambie à partir de 1977.
Au moins deux MiG-21 de la force aérienne nationale angolaise ont été abattus par des Mirage F1 de la South African Air Force.

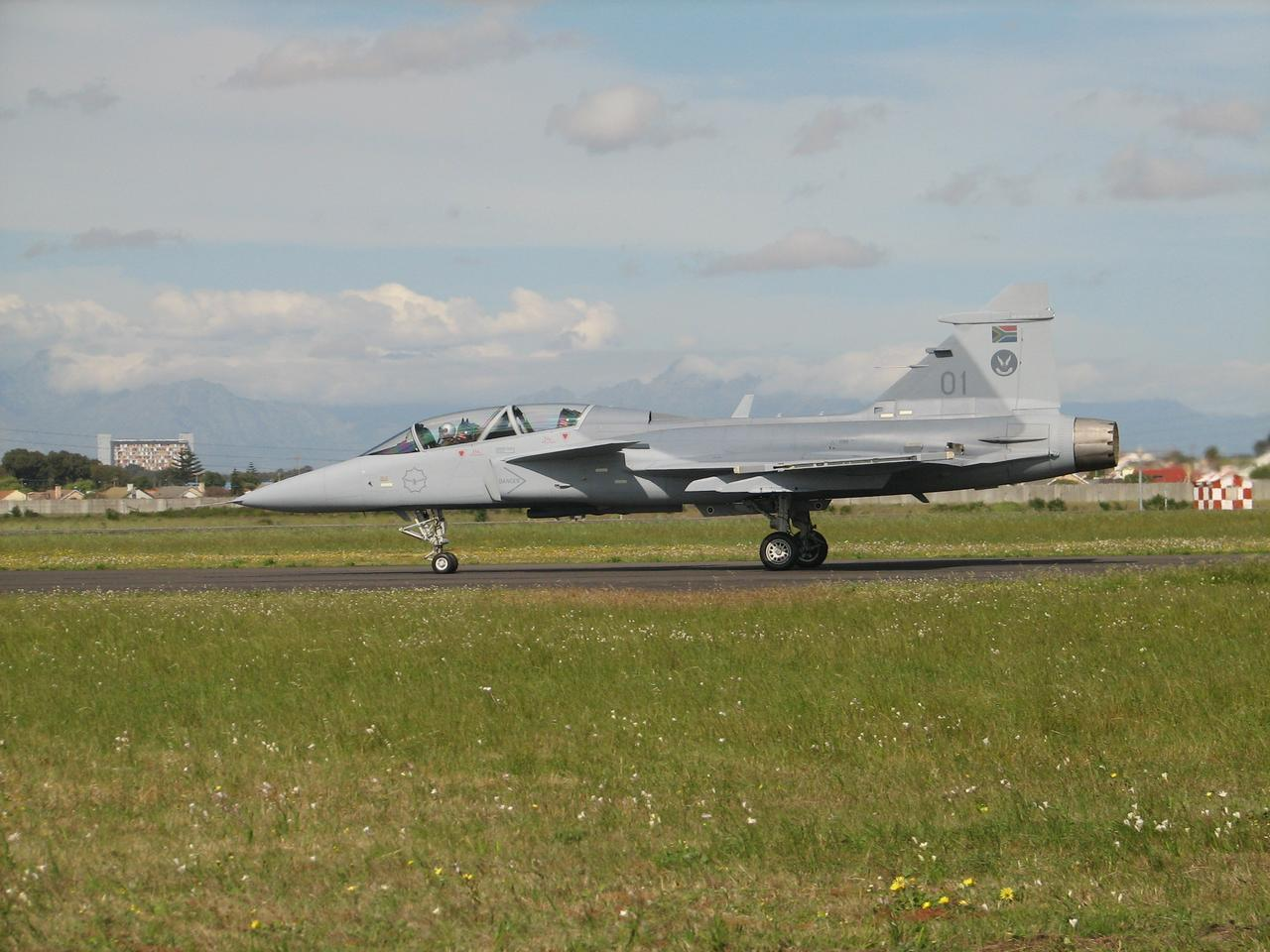
Saab JAS 39 Gripen de la SAAF au Cap.

La force aérienne sud-africaine a également été fortement impliqué dans la campagne d'Angola en 1987-88, avant l'accord de paix qui a mis fin au conflit. L'embargo international sur les armes imposé contre le gouvernement à l'époque de l'apartheid en Afrique du Sud, signifiait que la SAAF a été incapable de se procurer des avions de combat modernes pouvant rivaliser contre la supériorité aérienne des MiG-23 cubains de fabrication soviétique, répandu dans la dernière partie de ce conflit.

#### Programme nucléaire
L'Afrique du Sud possédait également un programme militaire d'armement nucléaire secret pour la South African Defence Force, abandonné par la ratification du Traité sur la non-prolifération des armes nucléaires avant l'arrivée au pouvoir du Congrès national africain. Les six bombes aériennes atomiques d'une puissance de 15 à 20 kt construites entre 1982 et 1989 et une septième en construction sont démantelés avant 1993. Elles devaient être   emportées par les avions Blackburn Buccaneer de la force aérienne sud-africaine.
Comme vecteur, l'Afrique du Sud a développé une série de missiles dont un lanceur pouvant servir de missile balistique intercontinental, le RSA-3 (en), à partir des années 1970 qui est également abandonné.

## Fin d'un embargo et début d'une nouvelle ère politique
En 1994, à la suite des premières élections nationales non raciales de l'histoire du pays qui permettent à l'ANC de prendre le pouvoir et d'élire le premier président noir sud-africain, Nelson Mandela, toutes les mesures d'embargo du Conseil de sécurité des Nations unies qui subsistaient encore sont levées.
La SAAF est réorganisée dans les années suivantes pour devenir une force aérienne totalement intégrée à la nouvelle armée sud-africaine, la South African National Defence Force (SANDF), intégrant les anciennes forces militaires d'Afrique du Sud, celles des bantoustans dont l'ancienne Bophuthatswana Air Force, celles des organisations de guérilla comme Umkhonto we Sizwe et les milices de l'Inkatha Freedom Party.

## Aéronefs

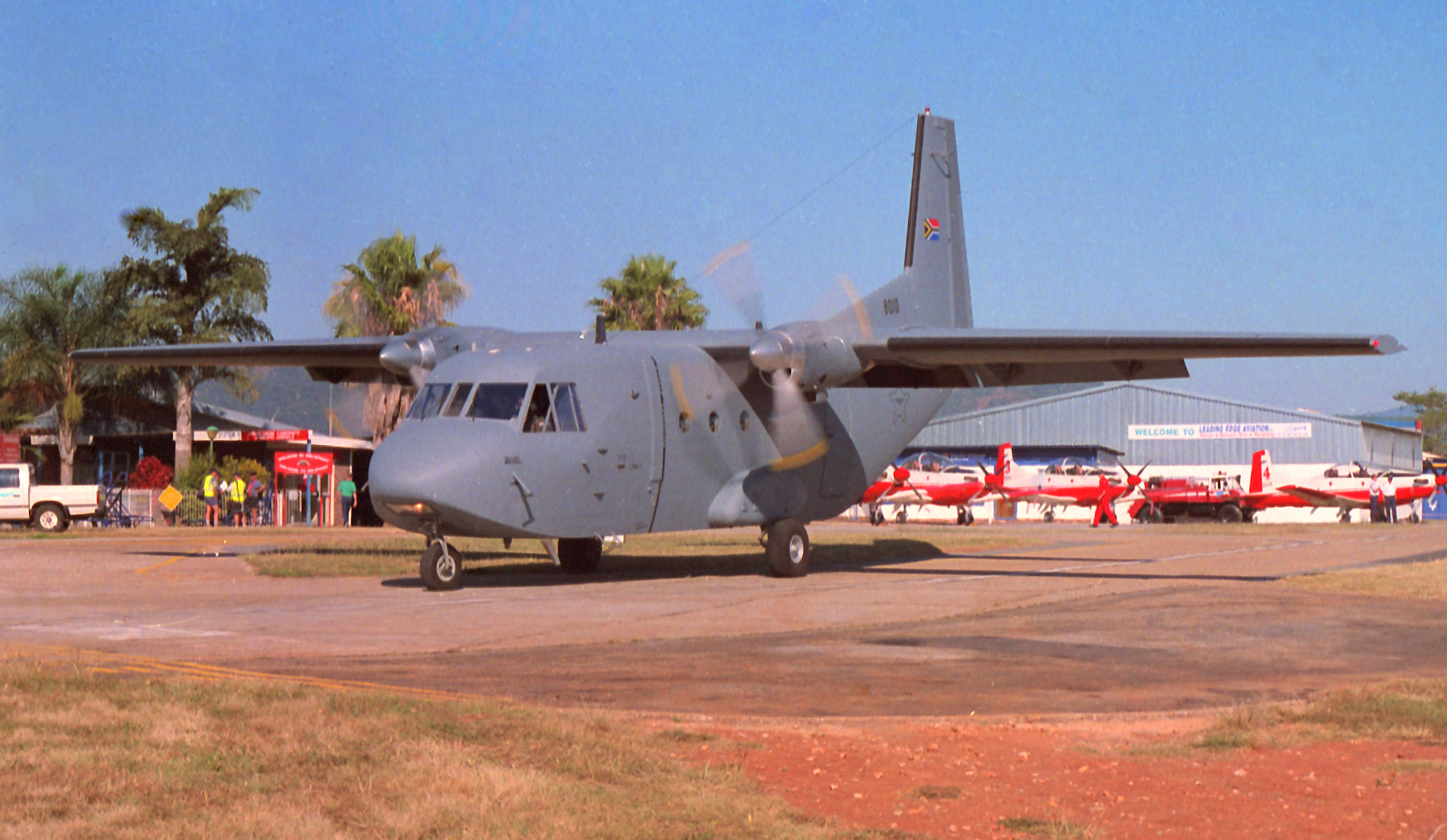
Casa C-212 Aviocar

Les appareils en service en 2019 sont les suivants :
| Aéronefs                | Origine          | Type                                                      | En service      | Versions                                                                           |                 |                 |
| Avion de chasse         | Avion de chasse  | Avion de chasse                                           | Avion de chasse | Avion de chasse                                                                    | Avion de chasse | Avion de chasse |
| ----------------------- | ---------------- | --------------------------------------------------------- | --------------- | ---------------------------------------------------------------------------------- | --------------- | --------------- |
| Saab JAS-39 Gripen      | Suède            | avion multirôle                                           | 17 9            | JAS-39C JAS-39D                                                                    |                 |                 |
| Avion de transport      |                  |                                                           |                 |                                                                                    |                 |                 |
| Lockheed C-130 Hercules | États-Unis       | avion de transport                                        | 2 7             | C-130B C-130BZ                                                                     |                 |                 |
| Douglas C-47 Skytrain   | États-Unis       | avion de transport/utilitaire                             | 3               | C-47TP Turbo Dakota                                                                |                 |                 |
| Beechcraft King Air     | États-Unis       | avion de transport léger                                  | 3 1             | Super King Air 200C Super King Air 300.                                            |                 |                 |
| Cessna 208 Caravan      | États-Unis       | avion de transport léger                                  | 9               | C-208B en stockage                                                                 |                 |                 |
| Pilatus PC-12           | Suisse           | avion de transport                                        | 1               | PC-12/45                                                                           |                 |                 |
| Casa C-212 Aviocar      | Espagne          | avion de transport/utilitaire                             | 2 1             | C-212-200 C-212-300                                                                |                 |                 |
| Cessna Citation         | États-Unis       | avion de transport d’état-major et d’évacuation sanitaire | 2               | Citation 550                                                                       |                 |                 |
| Dassault Falcon 50      | France           | avion de transport d’état-major et d’évacuation sanitaire | 2               | Falcon 50E                                                                         |                 |                 |
| Dassault Falcon 900     | France           | avion de transport de hautes personnalités                | 1               | Falcon 900B                                                                        |                 |                 |
| Boeing 737              | États-Unis       | avion de transport de hautes personnalités                | 1               | 737 BBJ                                                                            |                 |                 |
| Avion d'entraînement    |                  |                                                           |                 |                                                                                    |                 |                 |
| Pilatus PC-7            | Suisse           | avion d'entraînement                                      | 35              | PC-7 Turbo Trainer Mk-II                                                           |                 |                 |
| BAe Hawk                | Royaume-Uni      | avion d'entraînement                                      | 24              | Hawk Mk-120                                                                        |                 |                 |
| Hélicoptère             |                  |                                                           |                 |                                                                                    |                 |                 |
| Denel AH-2 Rooivalk     | Afrique du Sud   | hélicoptère de combat                                     | 11              | AH-2 Rooivalk Mk-I.                                                                |                 |                 |
| Atlas Oryx              | France           | hélicoptère de transport                                  | 36              | Oryx Mk-I et Oryx Mk-II, Sud-Aviation SA330 Puma produits localement sous licence. |                 |                 |
| Agusta A.109            | Italie           | hélicoptère de soutien et de reconnaissance               | 26              | A.109LUH                                                                           |                 |                 |
| Westland Lynx           | Royaume-Uni      | hélicoptère multirôle                                     | 4               | Super Lynx 300                                                                     |                 |                 |
| MBB-Kawasaki BK 117     | Allemagne/ Japon | hélicoptère utilitaire                                    | 8               | BK-117A                                                                            |                 |                 |

## Drapeaux

1920-1940
1940-1951
1951-1958
1958-1967
1967-1970
1970-1981
1981-1982
1982-1994
1994-2003
2003-

## Cocarde

1920 (expérimental)
1920 (expérimental)
1921-1927
1927-1947
1947-1958
1958-1981, l'étoile à cinq branches représente les fortifications du fort de Bonne-Espérance.
1958-1981
1981-1982
1982-2003
1982-2003
2003-
2003-